# US 에어웨이스
US 에어웨이스(영어: US Airways) 또는 전미항공(全美航空)은 미국의 항공사로, 현재는 아메리칸 항공과 통합됐다. 본사는 미국 애리조나주 템피에 있다. 계열사로 피드몬트 항공, 사우스 웨스트 항공이 있으며 이 외에도 10개의 지역 항공사가 있다. 

## 역사
1939년 올아메리칸 항공(영어: All American Aviation)이라는 이름으로 세워진 미국의 민영 항공사로 창업 초기에 펜실베이니아주 서부와 오하이오 계곡에서 항공 우편사업을 주력했다. 1953년 회사 이름을 앨러게니 항공(영어: Allegheny Airlines)으로 바꿨다가 1979년 지금의 사명으로 변경했다. 1989년 샌디에이고를 기반으로 한 퍼시픽 사우스웨스트 항공(영어: Pacific Southwest Airlines)을 인수했다. 1949년 설립된 PSA는 싼 가격 덕분에 미국 해군들이 주로 이용해 가난한 선원의 항공(영어: Poor Sailor's Airline)이란 별칭을 갖고 있었다. 2001년 9·11 테러가 일어나고 저가 항공사와 경쟁이 치열해지면서 경영 사정이 악화됐다. 20억 달러 적자를 냈고 이듬해 상반기에도 5억 1700만 달러 손실을 입었다. 2003년 8월 당시 업계 7위에 올라 있던 법원에 파산보호를 신청했으며 이후 3개월 만에 2500명을 감원하는 등 구조조정에 들어갔다. 그러나 경영 환경이 개선되지 않으면서 2004년에 두 번째로 법원에 파산 보호 신청을 냈으며 같은 해에는 스타 얼라이언스에 가입했다. 2005년에는 업계 8위의 항공사 아메리카 웨스트 항공과 합병했다. 두 회사는 합병 직전에 2004년 각각 6억 달러와 8,990만 달러 적자를 내며 경영난을 겪고 있었는데 합병 항공사의 이름은 US 에어웨이스를 그대로 유지했다. 2006년 11월에 델타 항공과 인수 합병을 제안했으나 델타 항공에서 두 차례나 협상을 거부해 2007년 1월에 합병안이 철회했다.
태평양 횡단 노선이 없는 관계로 2007년 12월 15일부터 아시아나항공과 공동운항을 시작했으며, 2009년에는 필라델피아 - 베이징 정기편 노선의 취항을 시도했으나 무산됐다. 2012년에 유럽발 금융 위기로 인해 경영난을 겪고 있는 AMR 코퍼레이션을 델타 항공, TPG 캐피탈, 국제항공 그룹과 함께 인수 및 합병하는 안이 검토 되었고 아메리칸 항공과 합병을 승인하면서 세계 최대의 항공사로 탄생할 계획이다. 2014년 3월에 항공 동맹인 스타 얼라이언스를 탈퇴하고 아메리칸 항공이 있는 원월드에 가입했다. 동시에 아시아나항공과의 공동운항도 2014년 3월 30일에 완전히 끝났다.
2015년 10월 16일에 아메리칸 항공과의 전산을 포함한 합병 작업이 마무리되어 US 에어웨이스라는 명칭은 완전히 소멸했다.

## 운항 노선
- 2012년 1월기준으로 US 에어웨이즈는 다음과 같은 노선을 취항하고 있었다.

### 코드쉐어 협정
- US 에어웨이즈는 다음과 같은 항공사와 코드쉐어 협정을 맺고 있었다.[6]

| - TAM 항공 * - TAP 포르투갈 * - 대한항공 (스카이팀 회원) - 로얄 요르단 항공 (원월드 회원) - 루프트한자 * | - 바하마 항공 - 버진 애틀랜틱 항공 - 브뤼셀 항공 * - 스위스 국제항공 * - 싱가포르 항공 * | - 아비앙카 항공 * - 아시아나항공 * - 에게 항공 * - 에바 항공 - 에어 뉴질랜드 * - 유나이티드 항공 * | - 윈에어 - 전일본공수 * - 중국국제항공 * - 카타르 항공 - 터키항공 * - 하와이안 항공 - (하와이 섬만 서비스 가능) |

### 허브 공항통계
- 2014년 2월 기준으로 US 에어웨이스의 허브 공항 통계는 다음과 같다.

## 보유 기종
- 2014년 2월 기준으로 US 에어웨이즈는 다음과 같은 기종을 보유하고 있었으며 평균 기령은 13.4년이다.[9][10]

## 자회사

### US 에어웨이스 익스프레스

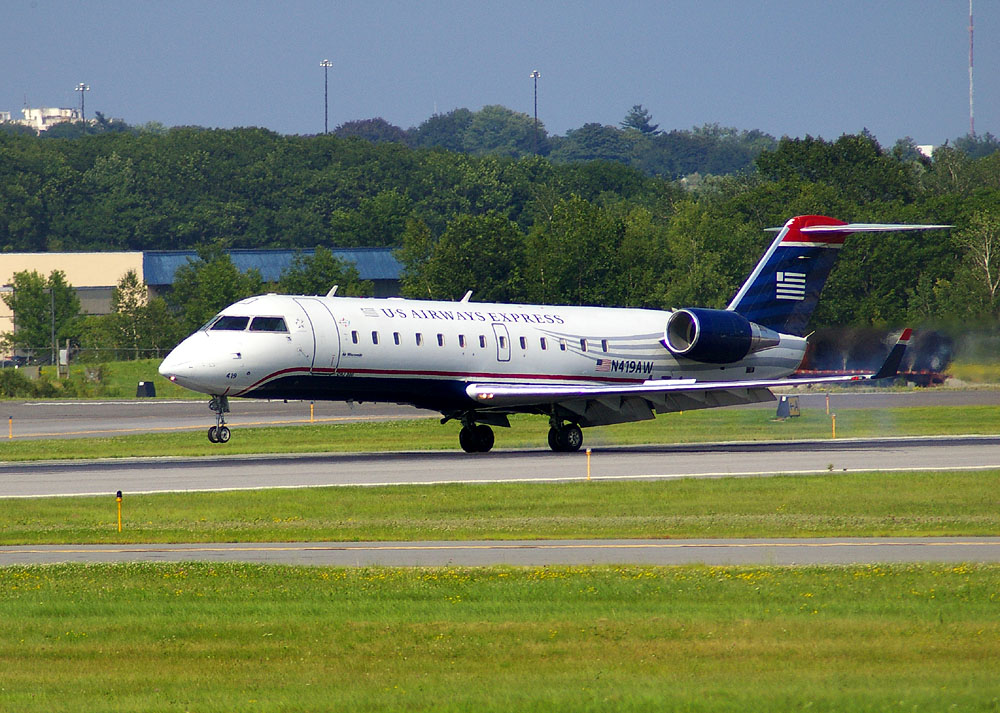
US 에어웨이즈 익스프레스 소속 봄바디어 CRJ200 항공기 (퇴역)

- US 에어웨이스 익스프레스(영어: US Airways Express)는 1967년에 설립된 US 에어웨이스의 자회사이자 지역 항공사의 브랜드로 US 에어웨이스의 허브 공항과 지방 공항을 연결하며 8개의 업체가 참여하고 있다. 캐나다와 바하마로 연결하는 국제선도 운항하고 있다.

### US 에어웨이스 셔틀
- US 에어웨이스 셔틀(영어: US Airways Shuttle)은 1961년에 설립된 US 에어웨이스의 자회사이자 마케팅 기업으로 주로 미국 북동부 위주로 서비스를 제공한다.

## 사건 및 사고
- US 에어웨이즈 1549편 불시착 사고

## 같이 보기
- 미국의 항공사 목록
- 미국의 없어진 항공사 목록
- 미국의 공항 목록
- 미국의 교통
- 풋프린트 센터

## 사진

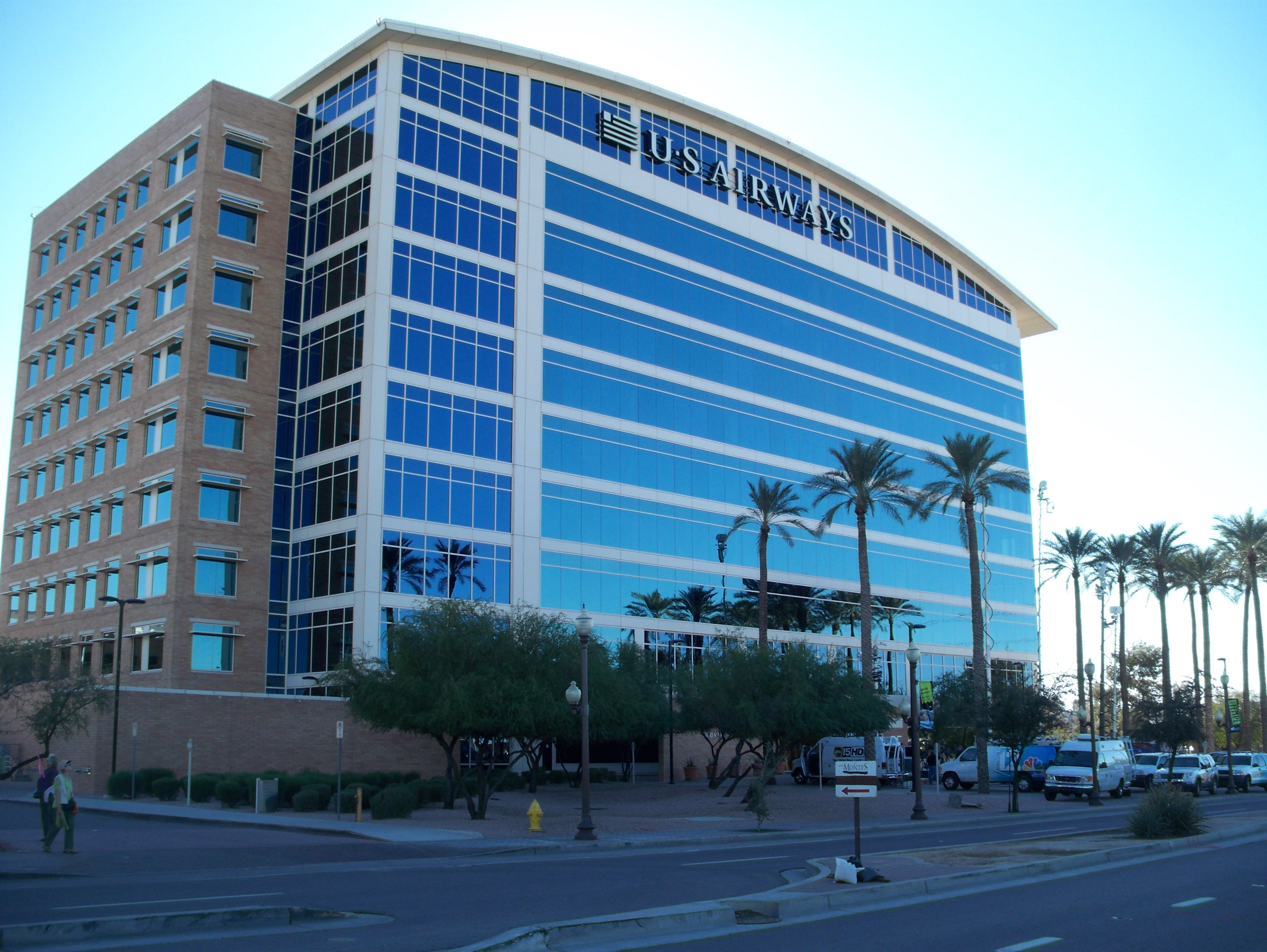
US 에어웨이즈 본사
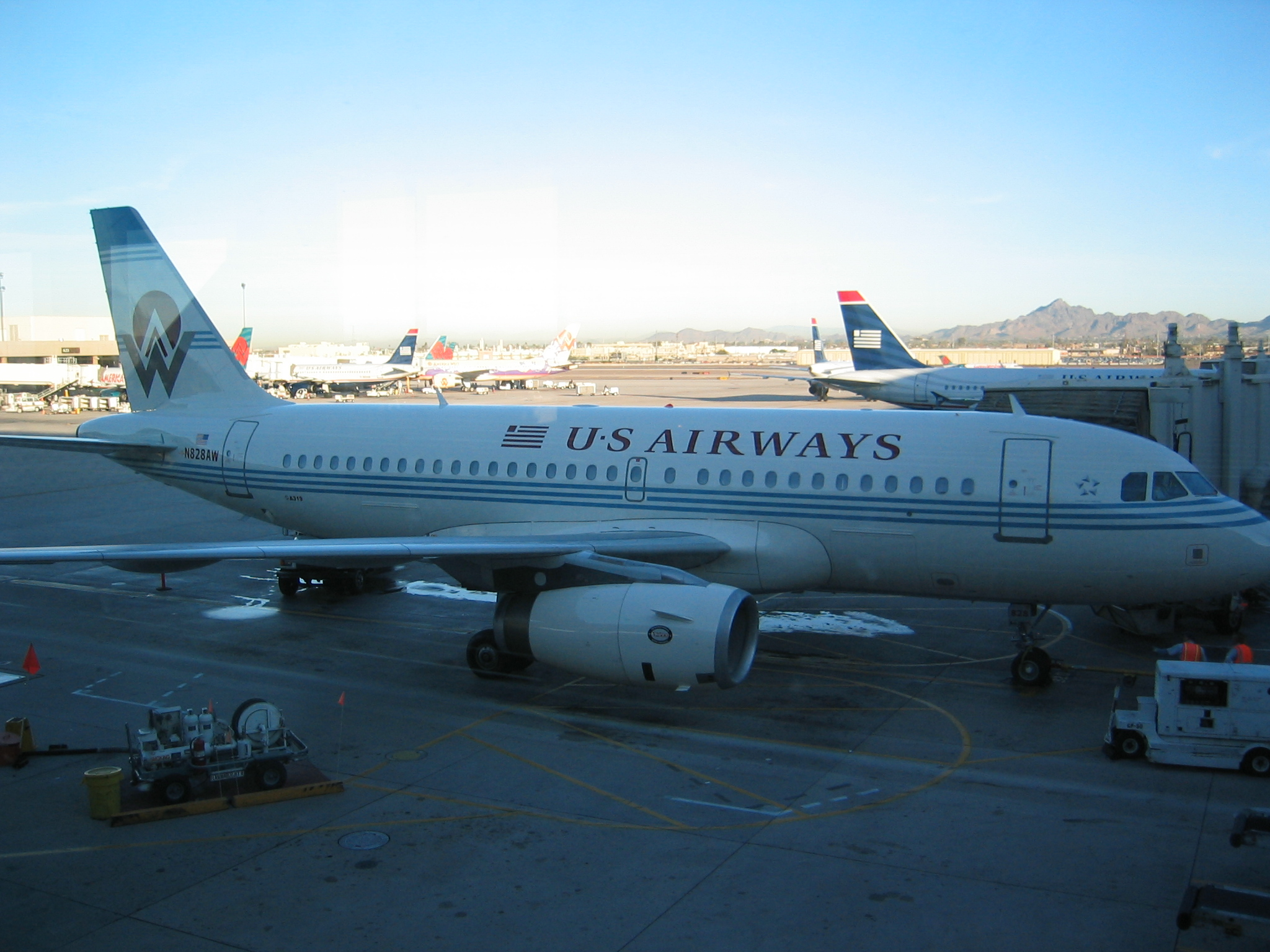
US 에어웨이즈 소속 에어버스 A319-100 항공기 (퇴역)
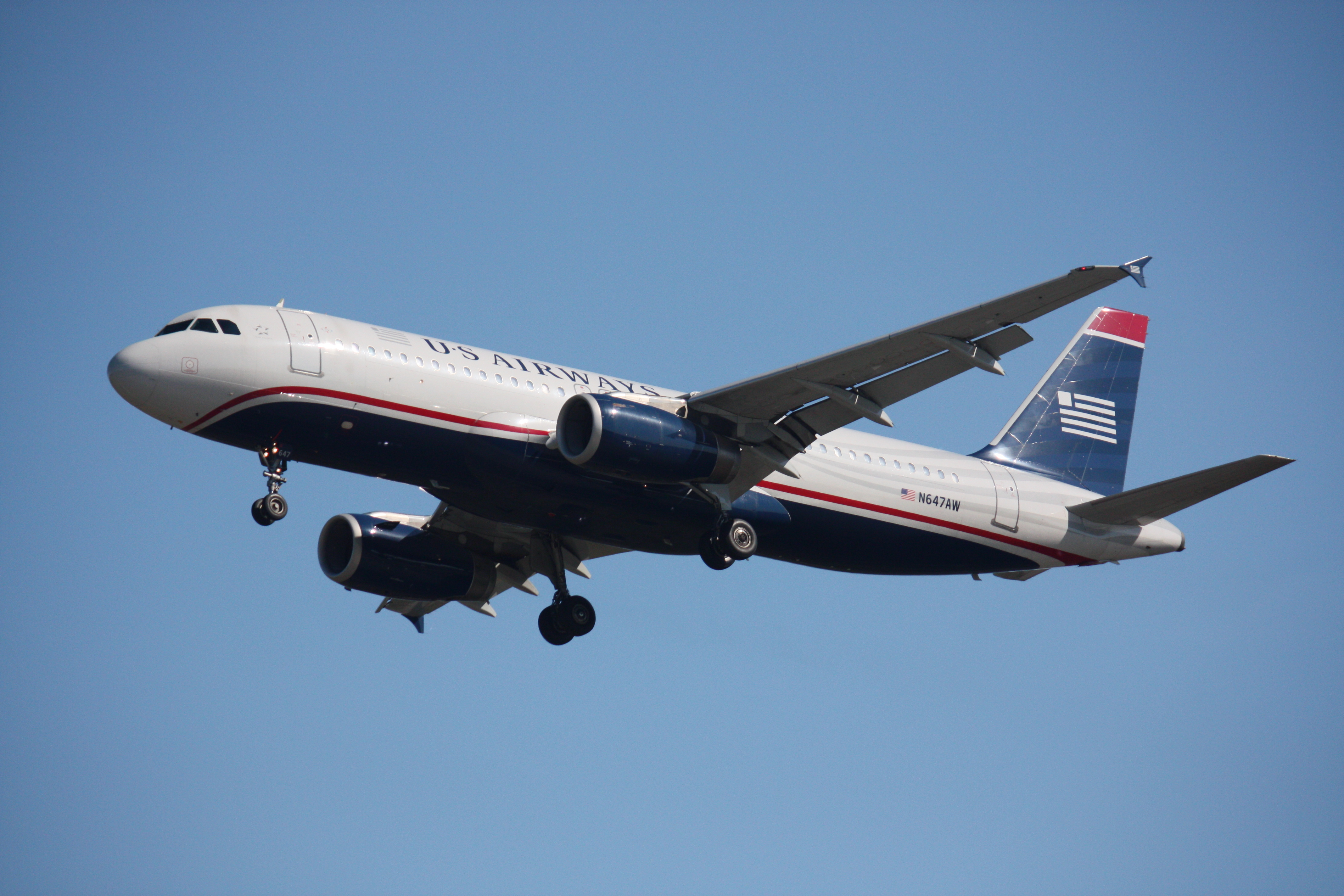
US 에어웨이즈 소속 에어버스 A320-200 항공기 (퇴역)
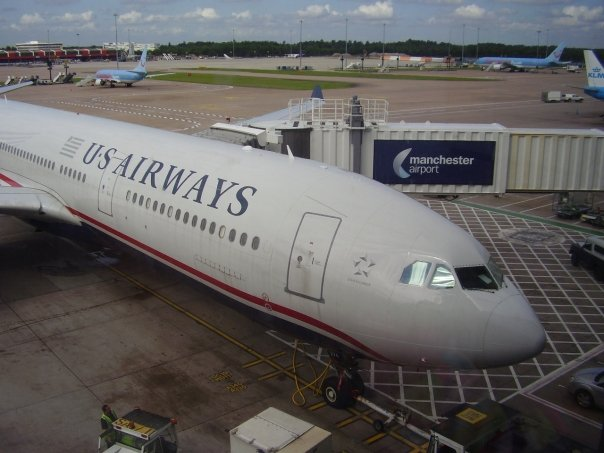
US 에어웨이즈 소속 에어버스 A330-200 항공기 (퇴역)
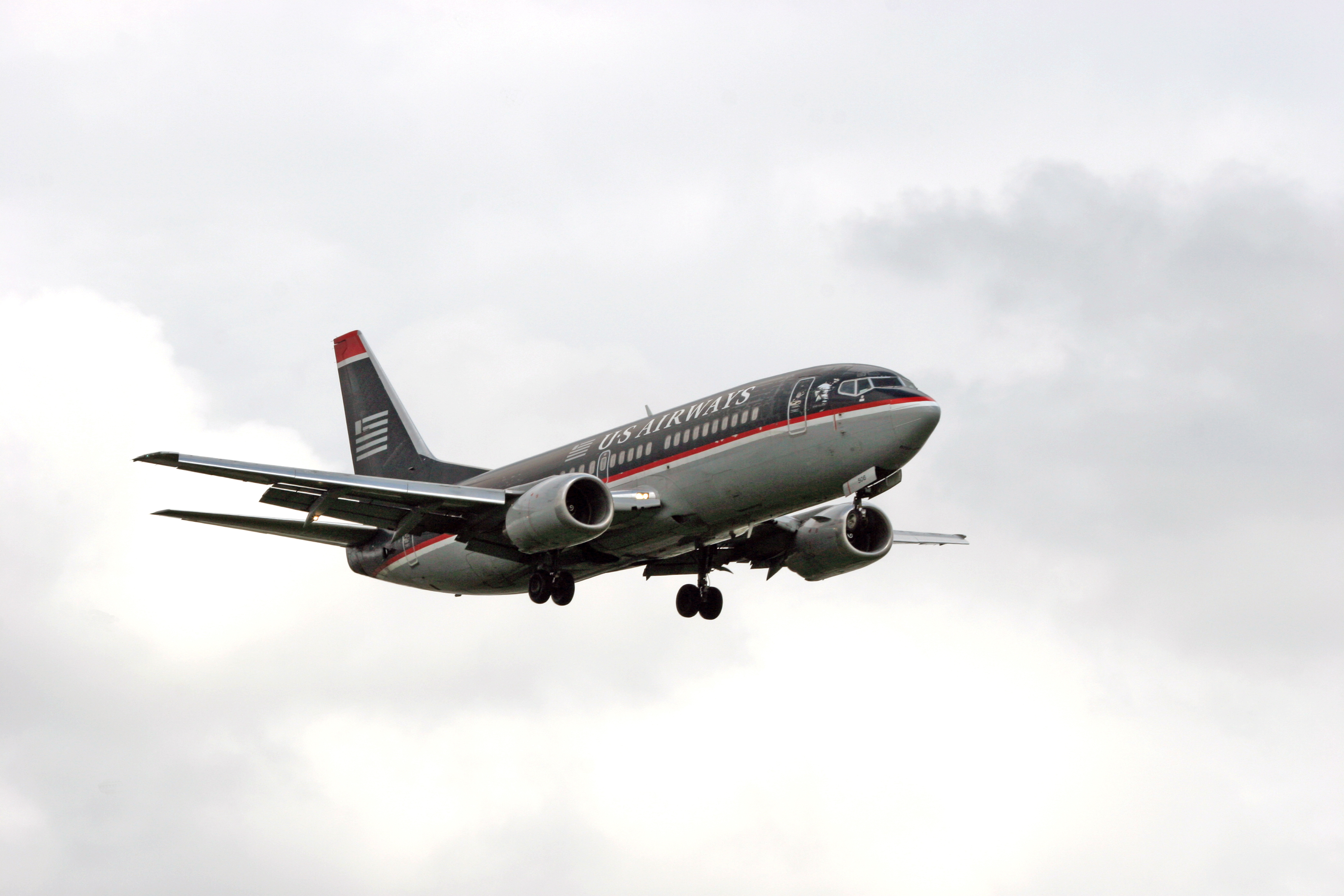
US 에어웨이즈 소속 보잉 737-300 항공기 (퇴역)
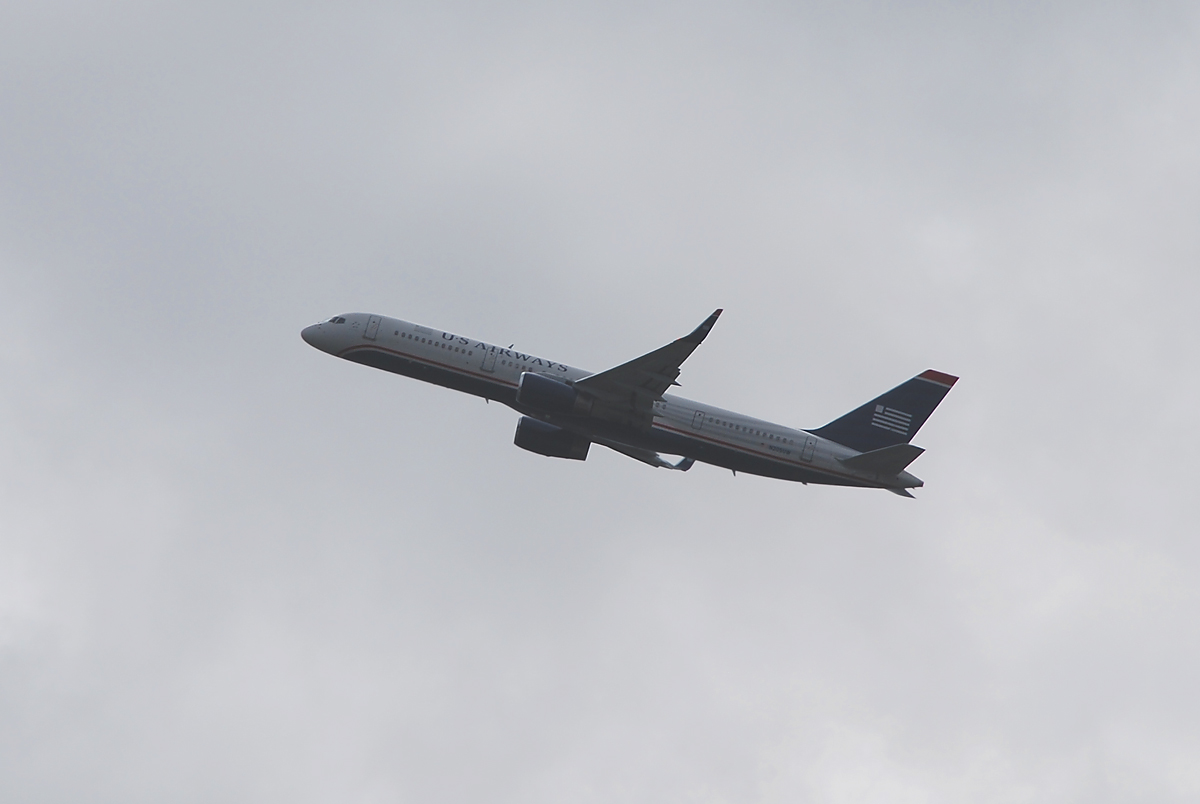
US 에어웨이즈 소속 보잉 757-200 항공기 (퇴역)
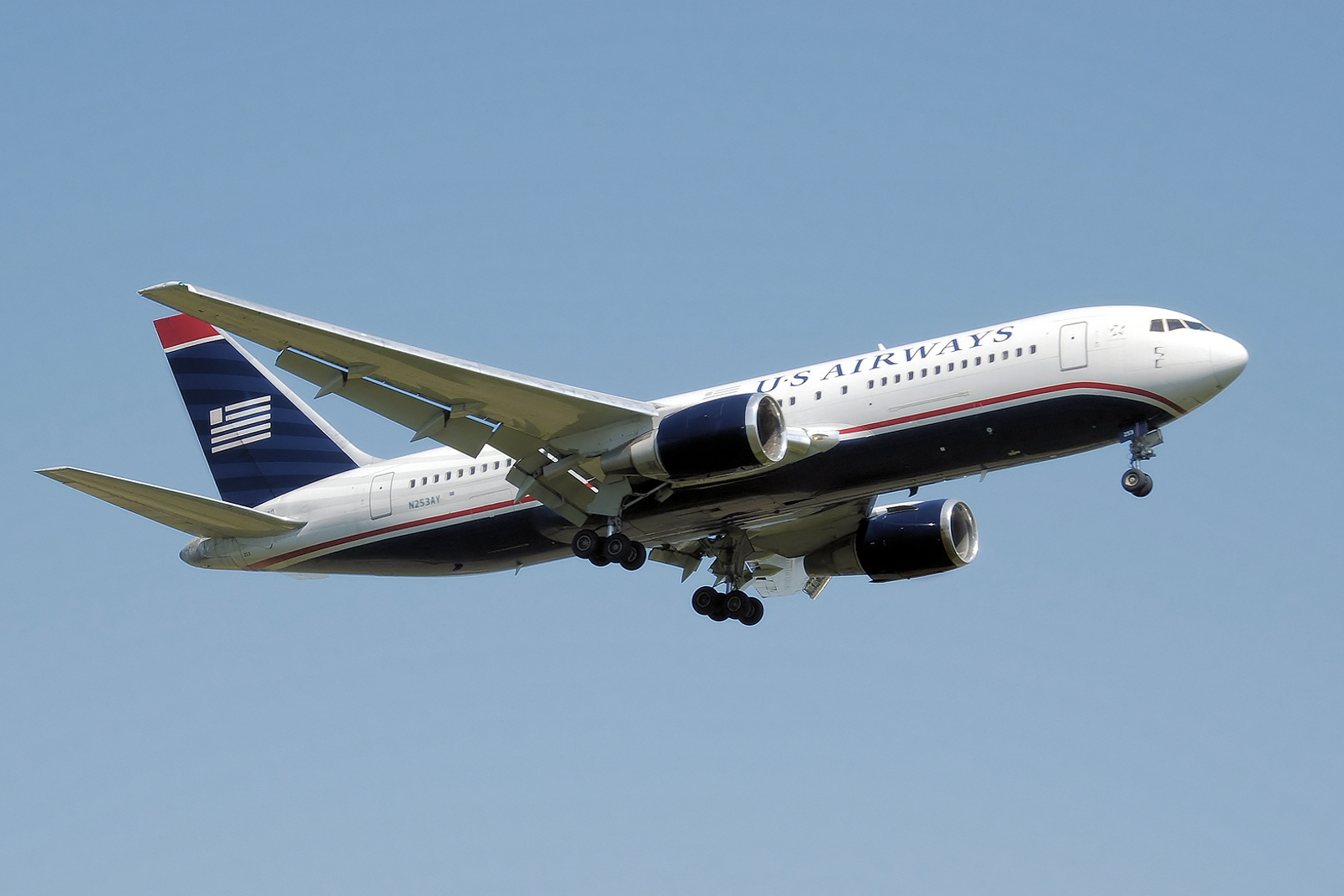
US 에어웨이즈 소속 보잉 767-200ER 항공기 (퇴역)